# John Franklin Swift

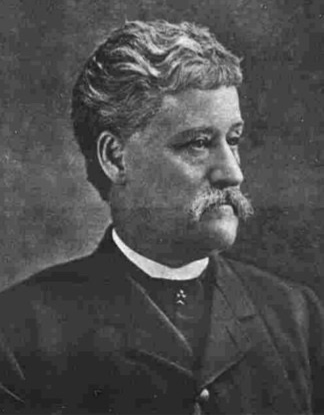
John Franklin Swift

John Franklin Swift (* 28. Februar 1829 in Bowling Green, Kentucky; † 10. März 1891 in Tokio) war ein US-amerikanischer Autor und Politiker.

## Leben
John Franklin Swift wurde im Februar 1829 in Bowling Green geboren. Die meiste Zeit seines Lebens verbrachte er in San Francisco. Über seine Kindheit ist so gut wie nichts bekannt. Im Jahr 1863 saß er erstmals als republikanischer Abgeordneter in der California State Assembly; weitere Amtszeiten folgten von 1873 bis 1875 sowie von 1877 bis 1880. Von 1865 bis 1866 arbeitete Smith für das U.S. Land Office. Er wurde ernannt, um als Regent für die University of California von 1872 bis 1888 zu dienen. Im Juni 1888 nahm er als Delegierter an der Republican National Convention in Chicago teil.
1867 reiste Swift mit der USS Quarker City zum Heiligen Land. Diese Reise erwähnte Mark Twain in seinem Buch Die Arglosen im Ausland. Als Gesetzgeber schrieb er in die kalifornische Verfassung neue Bestimmungen ein, die von der Aufsichtsbehörde erlassen worden sind, um den Wasserverbrauch zu regulieren. Im Jahr 1880 reiste Swift mit seinen Kommissionsmitgliedern William Henry Trecot und James Burrill Angell nach Peking als Mitglied der Vertragskommission. Ausgang war der Angell Treaty von 1880, um die Einwanderung von chinesischen Arbeitern in die Vereinigten Staaten zu regulieren. Im Chae Chan Ping gelang es Swift am Obersten Gerichtshof Kaliforniens, das Einwanderungsgesetz der Arbeiterkräfte zu wahren.
Am 12. März 1889 wurde Swift von US-Präsident Benjamin Harrison zum amerikanischen Gesandten in Japan ernannt. Er trat sein Amt als Nachfolger von Richard B. Hubbard am 15. Mai desselben Jahres an und verstarb am 10. März 1891 in Tokio. Ihm folgte Frank Coombs als Gesandter nach.

## Veröffentlichungen
Swift veröffentlichte als Autor mehrere Bücher u. a.:
- Sketches of Travel in Spain and the East (1868)
- An American Novel (1870)
- Speech Of The Hon. John F. Swift (1872)
- A Story Of The Nevada Silver Mines (1878)
- The Present and Future of the University (1887)
- California a Republican state: Address to the Republicans of California (1888)